# Leeuwhondje
Het Leeuwhondje (in het buitenland “Petit Chien Lion”, “Löwchen” of “Løwchen”  genoemd) (FCI #233) is een ras dat behoort tot FCI groep 9, de gezelschapshonden.
Het Leeuwhondje is een ras dat zijn oorsprong vindt in de Mediterrane landen, maar dat zijn grootste ontwikkeling heeft doorgemaakt in Frankrijk, als huishondje aan het hof. Het leeuwtoilet heeft bijgedragen aan zijn naam, in het Frans “Petit Chien Lion”, dat letterlijk kleine leeuwhond betekent. Het is echter de Duitse naam Löwchen (kleine leeuw), die het meest bekend is en  gebruikt wordt in vele delen van de wereld. Na de Tweede Wereldoorlog waren het Duitse en Belgische honden die de basis legden voor de hedendaagse fokkerij. De Franse rasvereniging werd opgericht in 1947.

## Bouw, uiterlijk, anatomie
De bouw van een Leeuwhondje is die van een normale hond, matig en zonder enige overdrijving. Ze moeten body hebben met goed gewelfde ribben en een goed ontwikkeld en gespierd lichaam. Maar ze mogen niet te zwaar zijn. De algemene indruk is een elegante, harmonieuze en functionele hond. Het Leeuwhondje is een gezelschapshond die qua bouw iets groter is dan zijn soortgenoten.

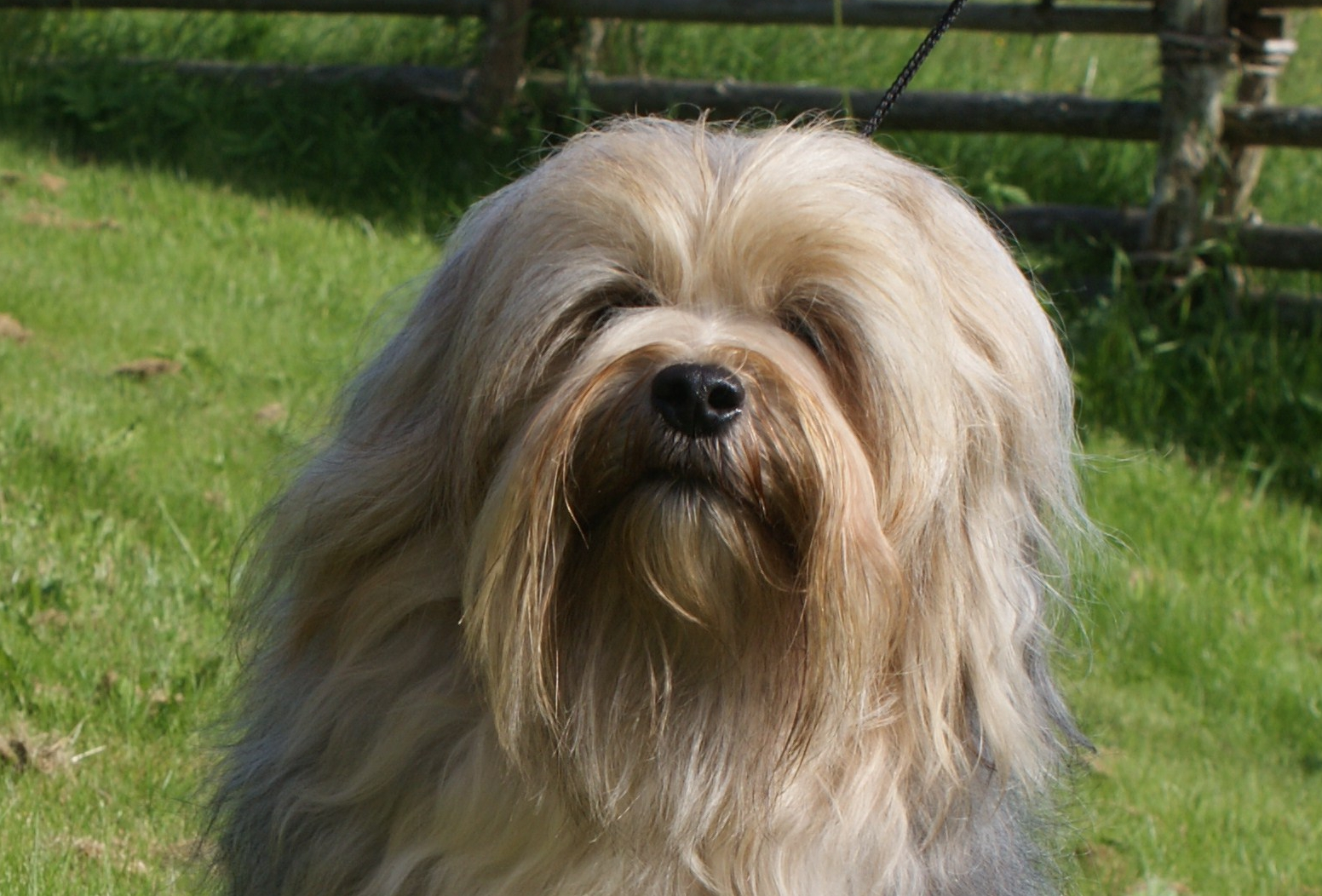

De vacht is lang en golvend, niet krullend, maar ook niet geheel glad waardoor er een verkeerde indruk zou ontstaan van deze robuuste en sportieve hond. Alle kleuren zijn toegestaan. Hij wordt geschoren als een leeuw. Het traditionele leeuwtoilet betekent dat naast de achterhand ook de voorbenen en alle voetjes geschoren worden. Ze hebben sokken onder aan de benen en een pluim aan het einde van de staart.
Het haar op het hoofd wordt niet geknipt maar behoud zijn natuurlijk lengte. Het Leeuwhondje is verder een zo natuurlijk mogelijke verschijning. Het haar wordt op geen enkele manier geknipt of bijgewerkt (zoals bijvoorbeeld bij de poedel). Een ruw “leeuwprofiel” omlijst in stijl zijn ondeugende karakter.
Het ras heeft een breed hoofd, een korte snuit met een donkere neus en donkere matig grote, ronde, expresieve ogen. Het lichaam is ietsje langer dan hoog, met goede botmassa. De staart wordt in beweging over de rug gedragen. De hoogte is tussen 26-32 cm + of – 1 cm. Het ras heeft geen bekende zwakheden. 

## Karakter en gedrag
Het Leeuwhondje is een mooie hond en een fervent volger, mits goed gesocialiseerd en opgevoed. Hij is geschikt om overal mee naartoe te gaan, mede door zijn bouw. Hij houdt ervan om voor zichzelf te denken (eigenwijs) en problemen op te lossen. Het is een uitstekende, zelfverzekerde familiehond en zeer geschikt voor behendigheid.

## Geschiedenis
Deze hond vindt zijn oorsprong in Frankrijk en dreigde na de Tweede Wereldoorlog helemaal uit te sterven. Er waren nog maar zo weinig exemplaren dat het Guinness Book of Records het in 1969 beschreef als zeldzaamste ras ter wereld. Er waren nog ongeveer 40 honden over, waarvan de helft in Duitsland zat en de andere helft verspreid over het continent.
Hoewel er zo weinig waren van dit ras wordt het in 1500 al beschreven zoals het er nu uitziet, in zowel tekst als beeld. We zien ook zeer veel overeenkomsten van het Leeuwhondje van nu terug op schilderijen van bijvoorbeeld de Spaanse kunstenaar Francis Goya (1743-1828).  Sommige zijn levendig geportretteerd terwijl anderen mooi zitten op de schoot van rijke vrouwen. De vacht is altijd golvend en zijdeachtig.

## Het Leeuwhondje in Nederland
Het eerste Leeuwhondje in Nederland werd in 1967 geïmporteerd. Het was een teefje genaamd Lieschen, gefokt door mevr. Bennert uit België. Zij was degene die na de Tweede Wereldoorlog het ras weer is gaan opbouwen. We kunnen stellen dat zonder mevr. Bennert het ras vrijwel zeker uitgestorven zou zijn.
Tot aan 1990 zijn er nog twintig honden geïmporteerd uit België, Engeland en Duitsland. De eerste nesten werden geboren in de jaren 70 onder kennel “van het Agnietenhof” van GM Boetink.  In 1987 importeerde Reina Jansen van kennel “Neêrlands Trots" haar eerste teefje uit Schotland. Op dat moment waren er slechts 12 Leeuwhondjes geregistreerd in Nederland. In 1993 waren dat er zo’n 60. De meesten daarvan leefden als huishond. 
Het Leeuwhondje heeft de laatste jaren meer liefhebbers gevonden en er zijn op dit moment meerdere fokkers waarvan er een aantal ook regelmatig aan hondenshows deelnemen.  Dat het ras ook daar een opleving doormaakt is te merken aan het feit dat er zelfs al verschillende keren groepsplaatsingen zijn behaald. Iets wat voor een zeldzaam ras vrij bijzonder is.
Het Leeuwhondje heeft geen eigen rasvereniging. De honneurs worden waargenomen door Eerste Gezelschapshonden Club Nederland en de Pekingees- en Dwergspanielclub. 